# Father Tom Vaughn
Father Tom Vaughn (* 13. Oktober 1936 in Benton, Kentucky; † 4. März 2011 in Riverside, Kalifornien) war ein US-amerikanischer Jazzmusiker (Piano) und Priester.

## Leben und Wirken
Vaughn erhielt mit fünf Jahren Klavierunterricht von seiner Mutter; er war zehn Jahre alt, als die Familie nach Pontiac, Michigan, zog, wo er bei einem Lehrer, der den Jazzpianisten Art Tatum kannte, Klavierunterricht nahm. Zufälligerweise traf er Tatum, während der blinde Pianist bei seinem Lehrer spielte. Als Teenager spielte Vaughn Jazzklavier. Nach seinem Abschluss am Eureka College im Jahr 1948 begann Vaughn, in örtlichen Clubs zu spielen, bevor er seine Ausbildung zum Priester in der Episkopalkirche begann. Im Jahr 1964 wurde er Assistent des Rektors der St. John's Episcopal Church in Midland, Michigan, bevor er 1967 nach Los Angeles zog, um als Priester an der St. Martin-in-the-Fields Episcopal Church in Winnetka zu wirken. Jazz wurde fortan ein Hobby.
Als Vaugn die Gelegenheit bekam, in einem Quartett unter Leitung von Gene Krupa in Detroit spielen, wurde der Jazzveranstalter George Wein auf ihn aufmerksam, der ihn aufforderte, nach New York zu kommen. Dort spielte Vaughn schließlich im Dezember 1965 sein erstes Album ein, Jazz in Concert at the Village Gate (RCA). Bei seinem Auftritt im Village Gate wurde er von Art Davis und Elvin Jones begleitet. Darauf spielte Vaughn in seinem stark von Ahmad Jamal und Oscar Peterson beeinflussten Stil Pop- und Jazzstandards wie „I Get a Kick Out of You“, „Chim Chim Cheree“, „I've Grown Accustomed to Her Face“ und „Softly, as in a Morning Sunrise“. Er spielte gelegentlich Club-Gigs in der Nähe von Los Angeles, vor allem im Donte’s, dem Ort, an dem Studiomusiker aller Hollywood-TV-Varietés jammten. Vaughn hatte dabei normalerweise Leroy Vinnegar am Bass. In den folgenden Jahren nahm er noch die Alben Cornbread (RCA, 1966), Motor City Soul (RCA, 1967), Tom Vaughn Has Piano Power (Capitol, 1969), Games People Play (Capitol, 1969) und zuletzt im Trio mit Monty Budwig und Jake Hanna 1975 Joyful Jazz (Concord) auf.

## Diskographische Hinweise
- Motor City Soul (RCA-Victor, 1967), mit Dan Jordan, Dick Riordan
- Cornbread (Meat Loaf, Greens and Devilled Eggs) (RCA Victor, 1967)
- Joyful Jazz (Concord Jazz, 1976)